# 大野瀬戸
大野瀬戸（おおのせと）は日本の広島県の廿日市市本土側と、厳島（宮島）との間にある海峡（瀬戸）。全長14㎞、水深7m以上。幅は最狭部で約600m程。カキの養殖が盛んである。また、大野あさりの産地でもある。温暖な気候で潮の流れが速く寒暖差が大きいことで知られている。